# Andreas Kranebitter

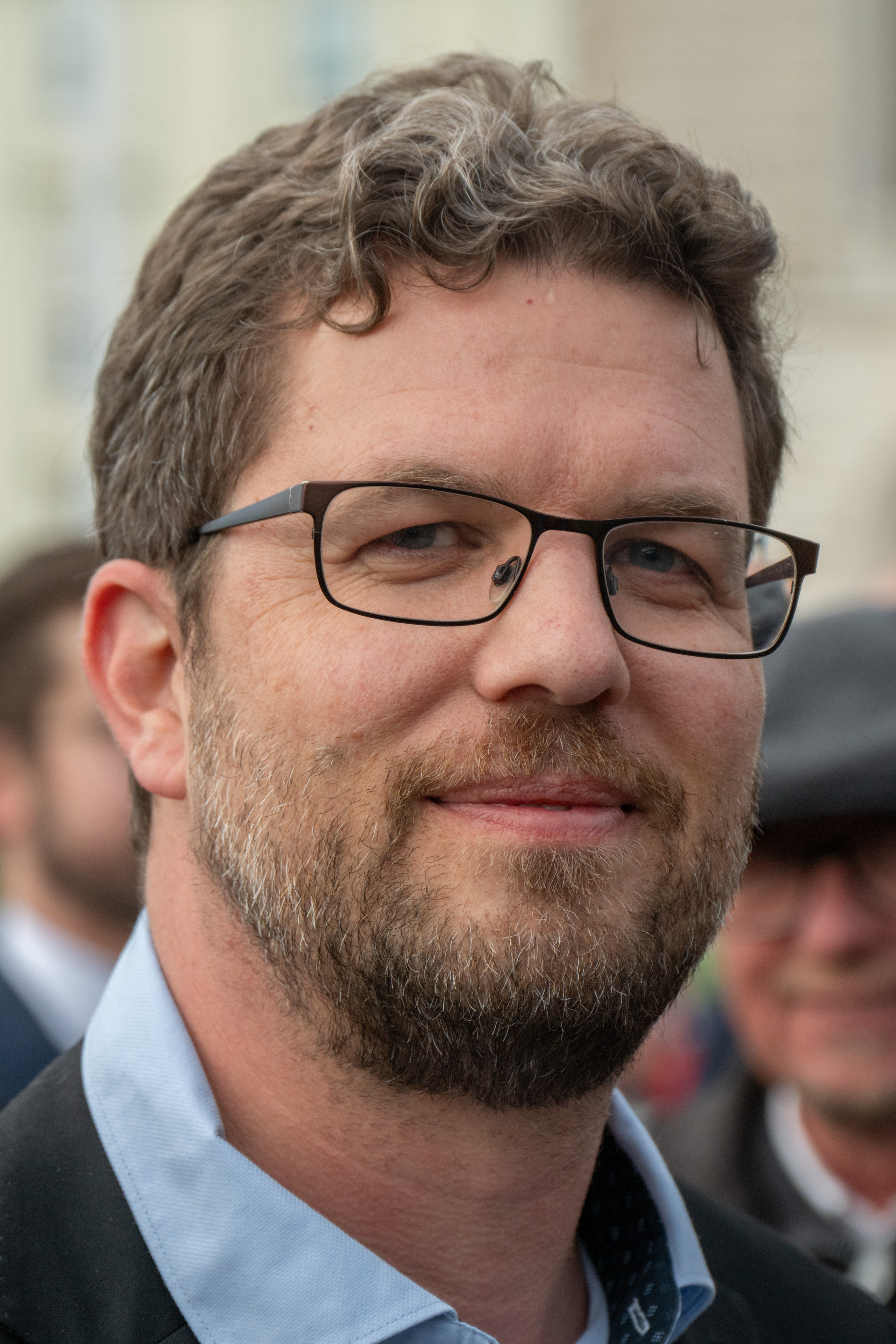
Andreas Kranebitter (2025)

Andreas Kranebitter (* 1982 in Wien) ist ein österreichischer Soziologe und Politikwissenschaftler. Im Dezember 2022 wurde er vom Stiftungsrat des Dokumentationsarchivs des österreichischen Widerstandes (DÖW) zum wissenschaftlichen Leiter des DÖW ab 1. April 2023 bestellt.

## Leben
Nach dem Besuch des Bundesrealgymnasium Marchettigasse (BRG 6) in Wien studierte Kranebitter Soziologie und Politikwissenschaft an der Universität Wien. Seine Abschlussarbeiten wurden mit dem Herbert-Steiner-Preis und dem Irma-Rosenberg-Preis ausgezeichnet. Von 2006 bis 2014 war er wissenschaftlicher Mitarbeiter in der KZ-Gedenkstätte Mauthausen. Von 2014 bis 2017 war er als Universitätsassistent am Institut für Soziologie an der Universität Wien tätig. Von 2017 bis 2020 leitete Kranebitter die Forschungsstelle der KZ-Gedenkstätte Mauthausen. Seit 2020 ist er geschäftsführender Leiter des Archivs für die Geschichte der Soziologie an der Universität Graz. Weiters ist er Gastprofessor am Institut für Zeitgeschichte der Universität Wien.
Seine Forschungsschwerpunkte liegen in soziologischer Theorie, Soziologiegeschichte, Soziologie der Gewalt und der NS-Forschung.
Mit 1. April 2023 trat er die Nachfolge von Gerhard Baumgartner als wissenschaftlicher Leiter des Dokumentationsarchivs des österreichischen Widerstandes (DÖW) an.

## Auszeichnungen
- 2013: Preis der Österreichischen Gesellschaft für Soziologie (ÖGS) für herausragende Abschlussarbeiten
- 2013: Herbert-Steiner-Preis[6]
- 2020: Irma-Rosenberg-Preis[5]
- 2020: William J. Lowenberg Memorial Fellowship on America, the Holocaust, and the Jews am Mandel Center for Advanced Holocaust Studies, United States Holocaust Memorial Museum

## Publikationen

### Monografien
- Zahlen als Zeugen: soziologische Analysen zur Häftlingsgesellschaft des KZ Mauthausen (= Mauthausen Studien, Band 9). new academic press, Wien 2014, ISBN 978-3-7003-1905-4.
- Die Konstruktion von Kriminellen: Die Inhaftierung von „Berufsverbrechern“ im KZ Mauthausen (= Mauthausen Studien, Band 17). new academic press, Wien 2023, ISBN 978-3-7003-2213-9.

### Als Herausgeber (Auswahl)
- mit Christoph Reinprecht: Marxism underground. Latent Marxism in Austrian empirical sociology. Springer Verlag (Online service), 2018. DOI:10.1007/s11614-018-0314-x. Abstract
- Die permanente Gewaltsituation: Gewalthandeln von Funktionshäftlingen in Konzentrationslagern. Springer Verlag (Online service), 2020. DOI:10.1007/s11614-020-00410-3.
- mit Elisabeth Mayer, Maria Pohn-Lauggas: Von Taugenichtsen und No-Gos. Narrative in den familialen Erinnerungen stigmatisierter NS-Opfer. Springer Verlag (Online service), 2020. DOI:10.1007/s11614-020-00420-1.
- mit Monika Mokre, Arno Pilgram, Verena Reidinger, Christoph Reinprecht, Karl Reitter (Hrsg.): Befreiungswissen als Forschungsprogramm. Denken mit Heinz Steinert. Münster 2022, ISBN 978-3-89691-072-1.